# Liste de motos des années 1940

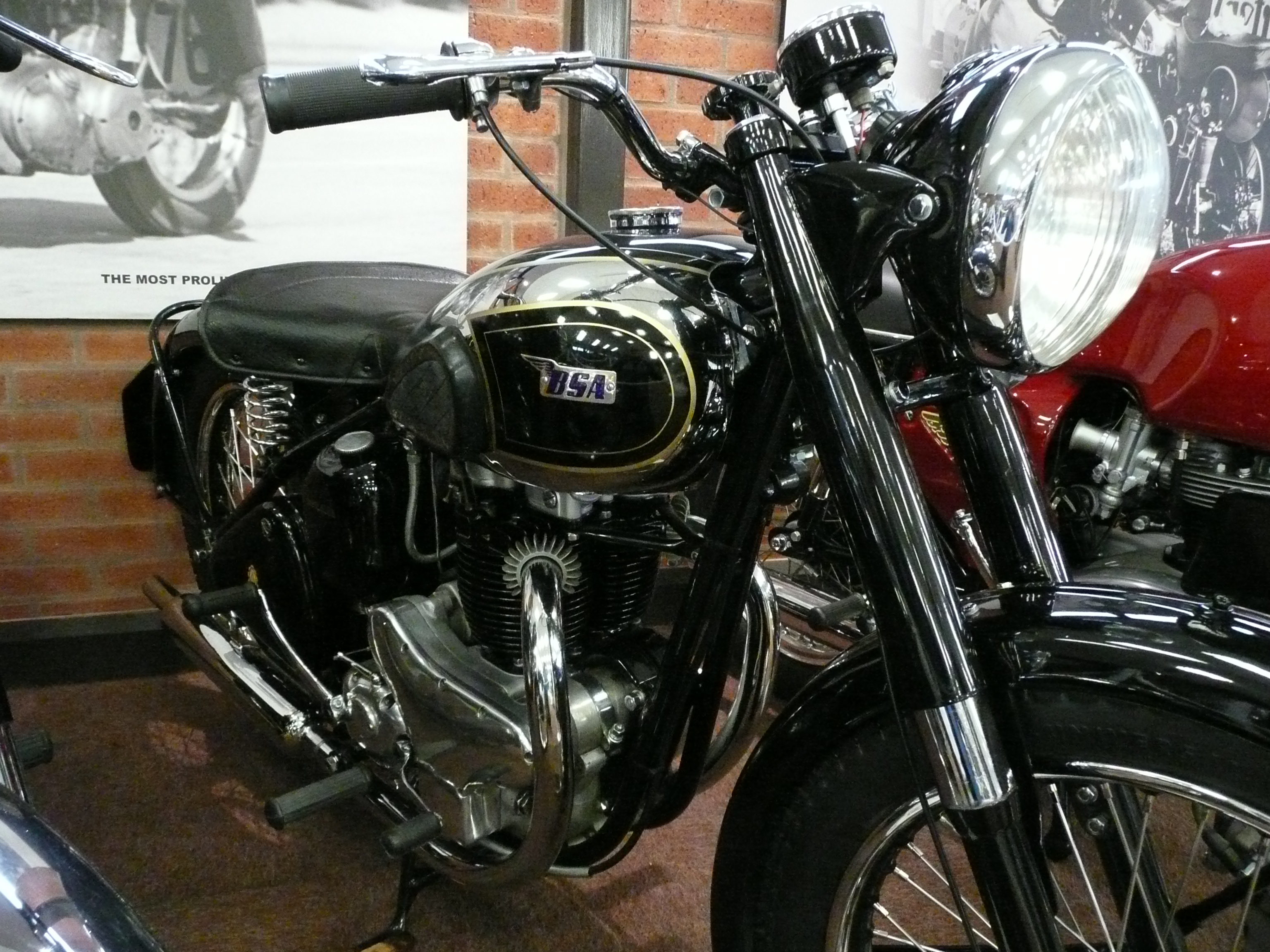
BSA A7, 1946-1961.

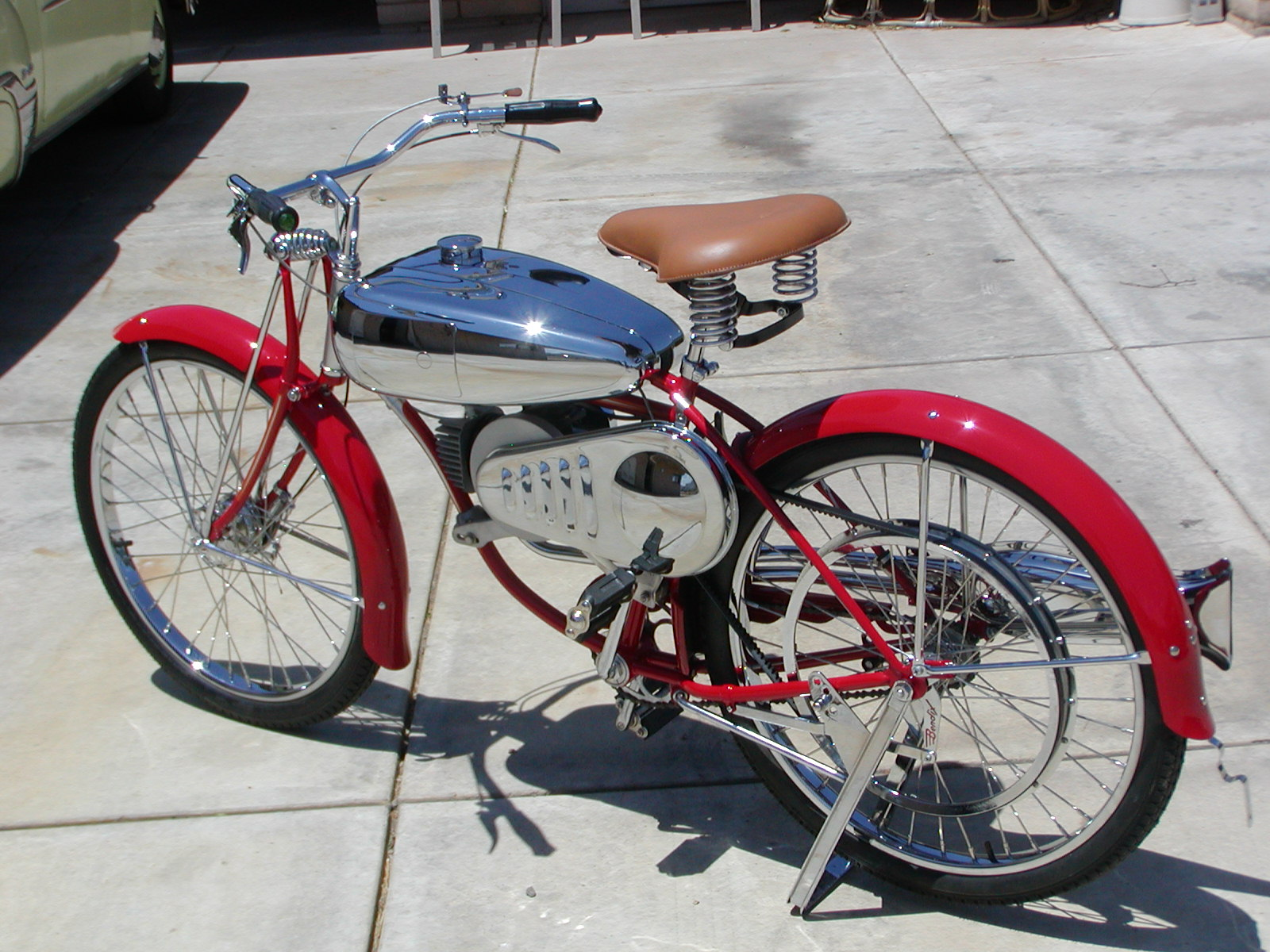
Marman Twin construite en 1948 et 1949

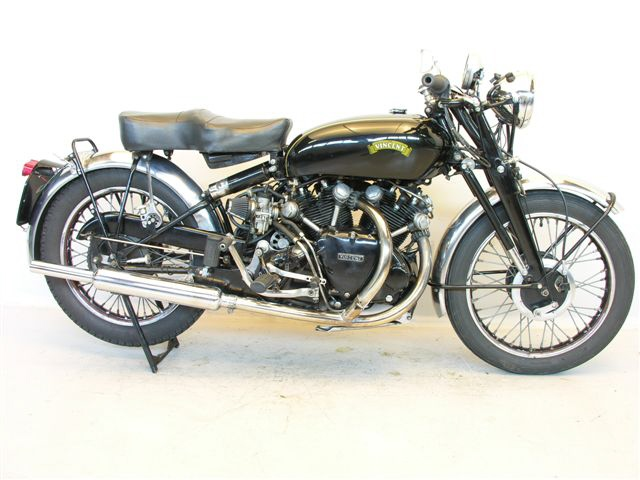
Vincent Black Shadow

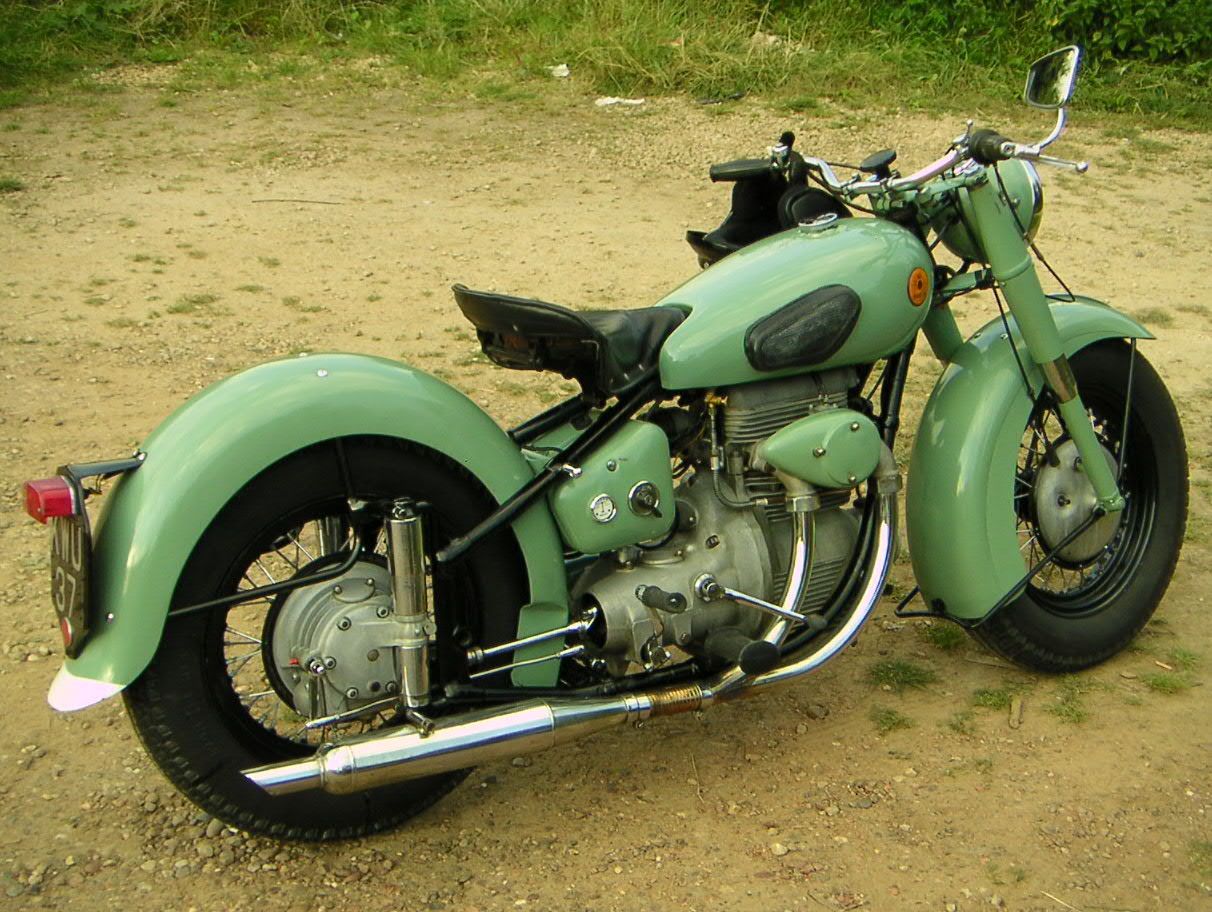
Sunbeam S7 restaurée, modèle disponible en Angleterre en vert ou noir

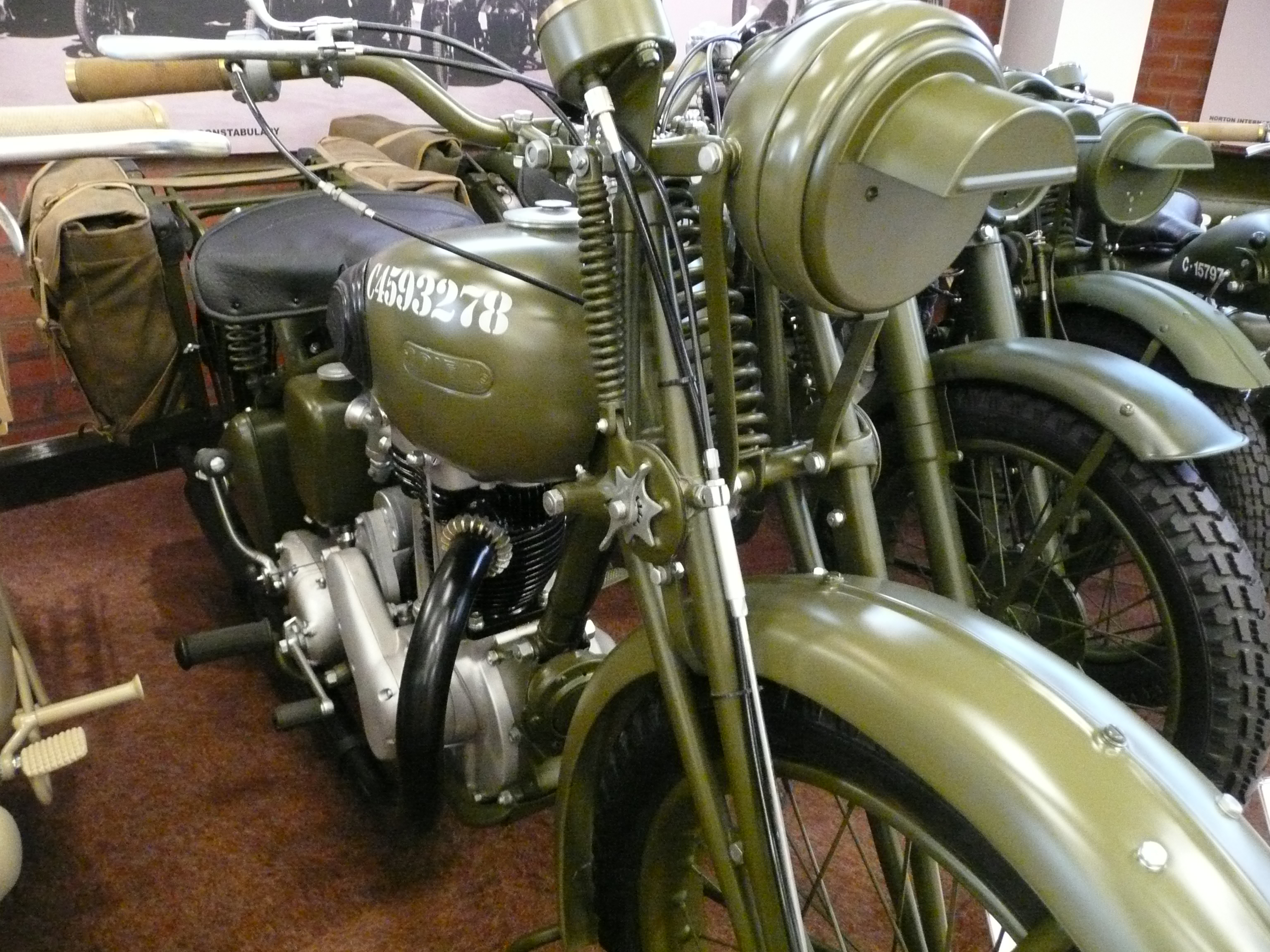
Ariel W/NG 350, modèle produit pour les forces armées britanniques

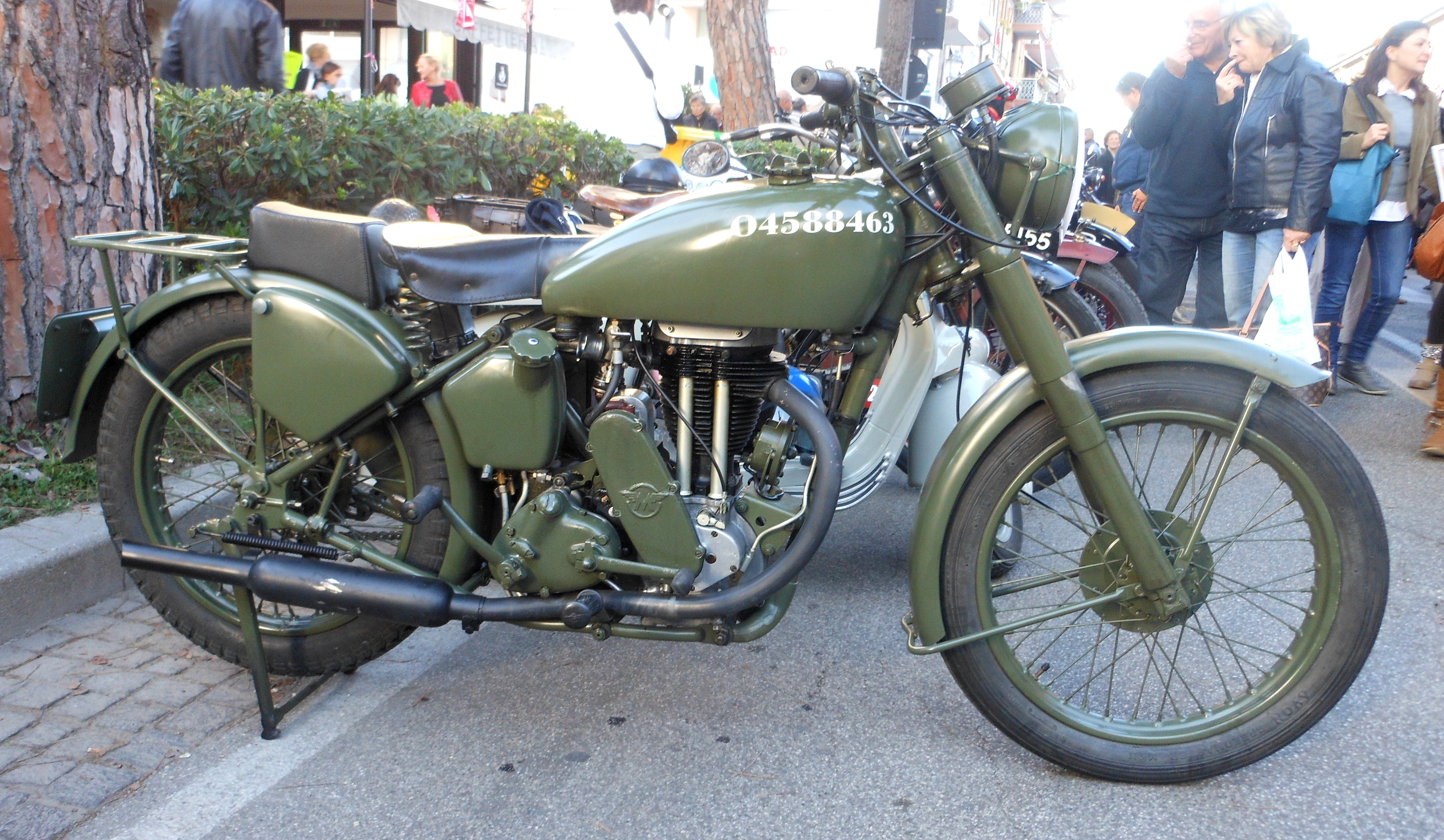
Autre modèle militaire, une Matchless G3/L

Ceci est une liste de motos des années 1940, y compris celles déjà mises en vente à l'époque, nouvelles sur le marché ou pertinentes au cours de cette période.

## Motos
- Acme (1939-49)
- AJS 18
- AJS 7R
- AJS Model 16
- AJS Model 20
- AJS Porcupine
- Ariel Red Hunter
- Ariel W/NG 350
- BMW R 24
- BMW R 75
- BSA A7
- BSA B31
- BSA Bantam
- BSA M20
- Dnepr M-72
- Douglas Mark III
- Ducati 60
- Ducati 60 Sport
- Ducati 65 Sport
- Ducati Cucciolo
- Fuji Rabbit
- Harley-Davidson FL
- Harley-Davidson Hummer
- Harley-Davidson Servi-Car
- Harley-Davidson WLA
- Harley-Davidson XA
- Honda D-Type
- Imme R100
- Indian 841
- Indian Four (jusqu'en 1942)[4]
- James Autocycle
- James Comet
- Lambretta Model B
- Marman Twin
- Matchless G80
- Mitsubishi Silver Pigeon
- Norton Dominator
- Norton 16H
- Sunbeam S7 et S8
- Triumph Speed Twin
- Triumph Tiger 100
- Triumph 3HW
- Type 97
- Vincent Black Lightning
- Vincent Black Shadow
- Vincent Comet
- Vincent Grey Flash
- Vincent Rapide
- Vincent Meteor
- Welbike
- Zündapp KS 750